# Râul Cireș, Almaș
Râul Cireș este un curs de apă, afluent al râului Almaș. 

## Hărți
- Harta județului Hunedoara
- Harta munților Apuseni